# 1999년 팬아랍 게임
1999년 팬아랍 게임은 1999년 8월 15일부터 8월 31일까지 요르단 하심 왕국의 암만에서 열린 대회이다. 21개 국가에서 온 4,600명의 선수들이 참가하였으며 경기종목수는 총 29종목이었다. 개막식은 알후세인 유스시티 스타디움에서 진행되었으며 개막선언은 국왕 압둘라 2세가 거행하였다.
원래는 2001년에 개최될 에정이었지만 장기간 요르단을 다스리던 후세인 1세가 1999년에 세상을 떠나면서 그를 기리는 의미에서 2년 앞당겨 개최, 이름도 '알 후세인 대회'로 바꾸었다. 후세인의 딸 하바 빈 알 후세인 공주는 승마 종목에 출전하기도 했다.

## 메달 집계
| 순위 | 국가           | 금메달 | 은메달 | 동메달 | 합계 |
| ---- | -------------- | ------ | ------ | ------ | ---- |
| 1    | 이집트         | 107    | 79     | 78     | 264  |
| 2    | 튀니지         | 38     | 42     | 56     | 136  |
| 3    | 알제리         | 33     | 30     | 30     | 93   |
| 4    | 시리아         | 32     | 38     | 56     | 128  |
| 5    | 모로코         | 31     | 40     | 41     | 112  |
| 6    | 요르단         | 25     | 30     | 69     | 124  |
| 7    | 사우디아라비아 | 15     | 26     | 16     | 57   |
| 8    | 카타르         | 12     | 10     | 23     | 45   |
| 9    | 레바논         | 7      | 13     | 19     | 39   |
| 10   | 아랍에미리트   | 7      | 9      | 15     | 31   |
| 11   | 이라크         | 6      | 5      | 30     | 41   |
| 12   | 오만           | 4      | 5      | 7      | 16   |
| 13   | 예멘           | 1      | 0      | 4      | 5    |
| 14   | 바레인         | 0      | 2      | 4      | 6    |
| 15   | 팔레스타인     | 0      | 1      | 9      | 10   |
| 16   | 리비아         | 0      | 0      | 15     | 15   |
| 17   | 수단           | 0      | 0      | 0      | 0    |
| 17   | 소말리아       | 0      | 0      | 0      | 0    |
| 17   | 지부티         | 0      | 0      | 0      | 0    |
| 17   | 모리타니       | 0      | 0      | 0      | 0    |
| 17   | 코모로         | 0      | 0      | 0      | 0    |